# دارلینگ داونز
دارلینگ داونز (انگلیسی: Darling Downs) یک ناحیه کشاورزی در ایالت کوئینزلند استرالیاست. مرکز تجاری این منطقه شهر توومبا است. دارلینگ داونز در مجاورت رشته کوههای کم ارتفاع (تپه) معروف به جداکننده قرار دارد و از مراکز مهم کشاورزی استرالیاست.